# Vol Air France 212 (1968)
Ne doit pas être confondu avec Vol Air France 212 (1969).
Le 6 mars 1968, un Boeing 707 du vol Air France 212 s’est écrasé dans le versant nord-ouest de La Soufrière, en Guadeloupe entrainant la mort de toutes les personnes à bord. L'avion, appelé Château de Polignac Lavoute, assurait la liaison Caracas-Pointe-à-Pitre, la route de l'Amérique du Sud d'Air France.

## Déroulement de l'accident
Lorsque le contrôle du trafic aérien autorisa l'équipage du poste de pilotage, commandé par Pierre Viard, pour une approche visuelle de la piste 11 de l'aéroport de Pointe-à-Pitre – Le Raizet, ce dernier signala l'aérodrome en vue. Le vol 212 commença à descendre du niveau de vol 90 et passa à la verticale de Saint-Claude, en Guadeloupe, à une altitude d'environ 4 400 pieds (1 300 m). Comme l'avion continua vers le nord-ouest, il s’écrasa dans le massif de la Soufrière sur le sommet de la Grande Découverte, à 27,5 kilomètres au sud-sud-ouest de l’aéroport du Raizet et à environ cinq kilomètres de la crête principale de la Soufrière, à une altitude de 3 937 pieds. Le site est en amont de Saint-Claude et des sources chaudes de Matouba.
Les enquêteurs citèrent comme cause probable la procédure d'approche, à vue, de nuit, dans laquelle la descente fut amorcée à partir d'un point mal identifié. L'avion avait volé 33 heures depuis sa sortie des lignes de production de Boeing, et effectuait son deuxième vol commercial (son vol inaugural était, la veille, le trajet aller depuis Paris).
L'accident est survenu six ans après l’accident du vol 117 d'Air France, où un autre Boeing 707 s’était écrasé sur le Dos d'Âne, montagne plus au nord de l'île, pendant l'approche de l'aéroport de Pointe-à-Pitre – Le Raizet. Moins de deux ans plus tard, le 3 décembre 1969, Air France a subi un autre accident sur la même portion de vol lorsque le vol 212 s’écrasa peu après le décollage à l'escale de Caracas au Venezuela.